# Brodowski (Brésil)
Pour les articles homonymes, voir Brodowski.
Brodowski est une municipalité brésilienne de l'État de São Paulo et la Microrégion de Ribeirão Preto.

## Démographie
| Évolution de la population (municipalité) | Évolution de la population (municipalité) | Évolution de la population (municipalité) | Évolution de la population (municipalité) |
| Année                                     | Population                                |                                           | %±                                        |
| ----------------------------------------- | ----------------------------------------- | ----------------------------------------- | ----------------------------------------- |
| 1920                                      | 9 188                                     |                                           |                                           |
| 1940                                      | 8 338                                     |                                           | −9,3%                                     |
| 1950                                      | 8 071                                     |                                           | −3,2%                                     |
| 1960                                      | 8 752                                     |                                           | 8,4%                                      |
| 1970                                      | 8 328                                     |                                           | −4,8%                                     |
| 1980                                      | 11 201                                    |                                           | 34,5%                                     |
| 1991                                      | 13 788                                    |                                           | 23,1%                                     |
| 2000                                      | 17 139                                    |                                           | 24,3%                                     |
| 2010                                      | 21 107                                    |                                           | 23,2%                                     |
| 2022                                      | 25 201                                    |                                           | 19,4%                                     |
| ,                                         |                                           |                                           |                                           |